# Pazeiden
Pazeiden, auch Pazein, war ein Volumenmaß unterschiedlicher Menge. Das Hohlmaß für Wein ist seit dem 15. Jahrhundert vor allem in Südtirol nachgewiesen. In Tramin ergaben bei Wein zum Beispiel 12 Pazeiden ein Ueren, als Mostmaß waren es 14. In Neumarkt rechnete man bei Most bis 16 Prazeinen. In Kaltern gab es keinen Unterschied; hier ist 1477 von „bazede“ (für Weißwein) die Rede.
- 1 Pazeiden = etwa  6,43 bis 6,85 Liter
- Bozen 1 Ueren = 12 Pazeiden = 54 Maß = 77,81 Liter (Alt)[4]
- Meraner und Schlanderser Weinüren wurde eingeteilt in 12 Pazeiden = 72 Maß = 78,98 Liter